# Centromyrmex alfaroi
Centromyrmex alfaroi är en myrart som beskrevs av Carlo Emery 1890. Centromyrmex alfaroi ingår i släktet Centromyrmex och familjen myror. Inga underarter finns listade.

## Bildgalleri

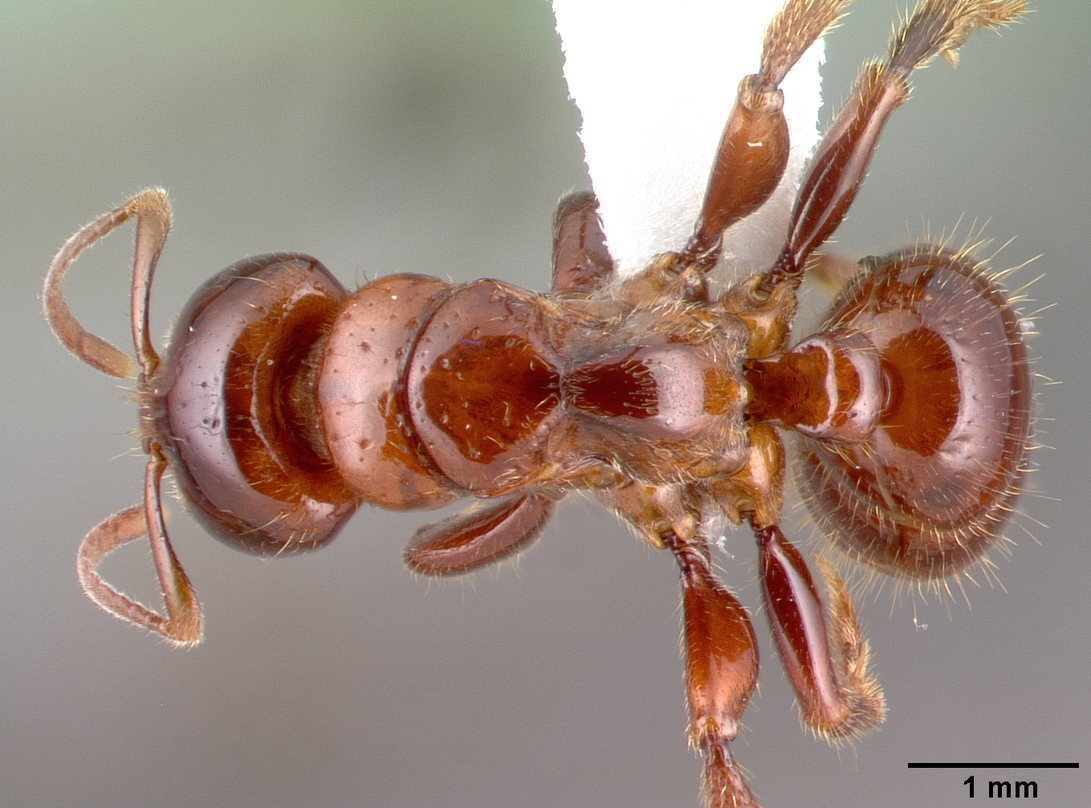
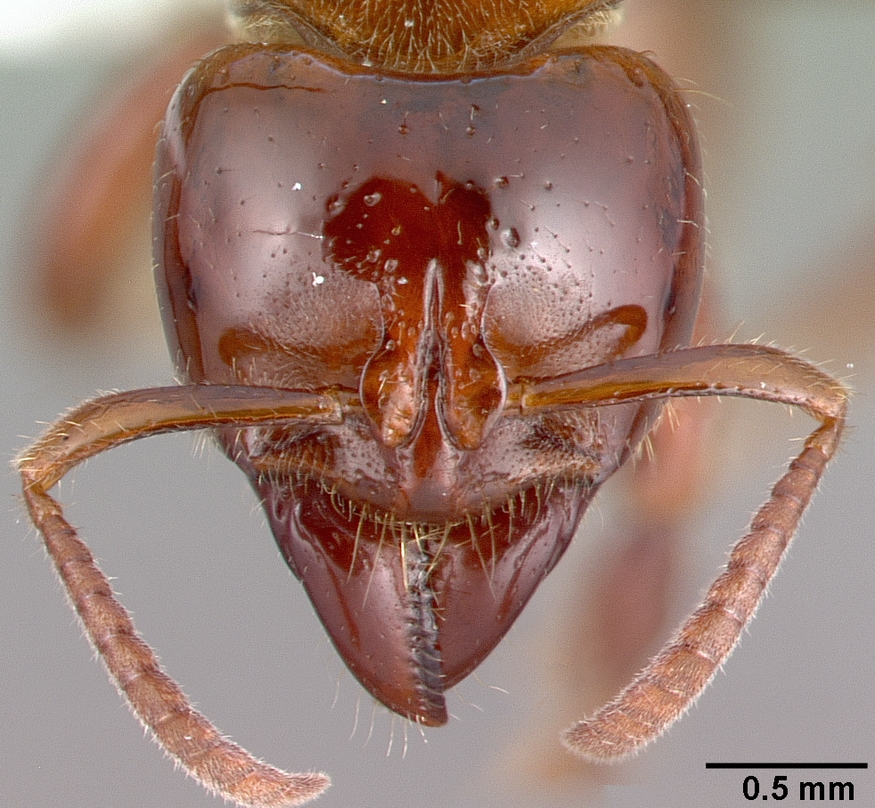
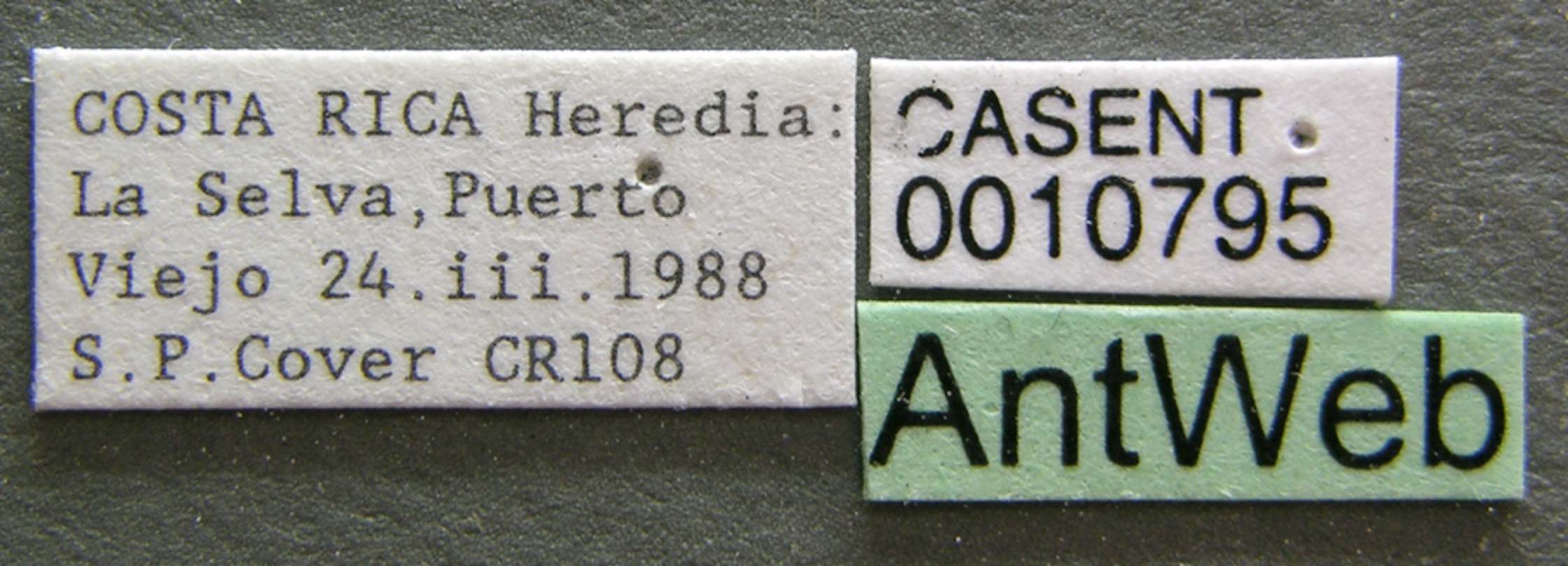
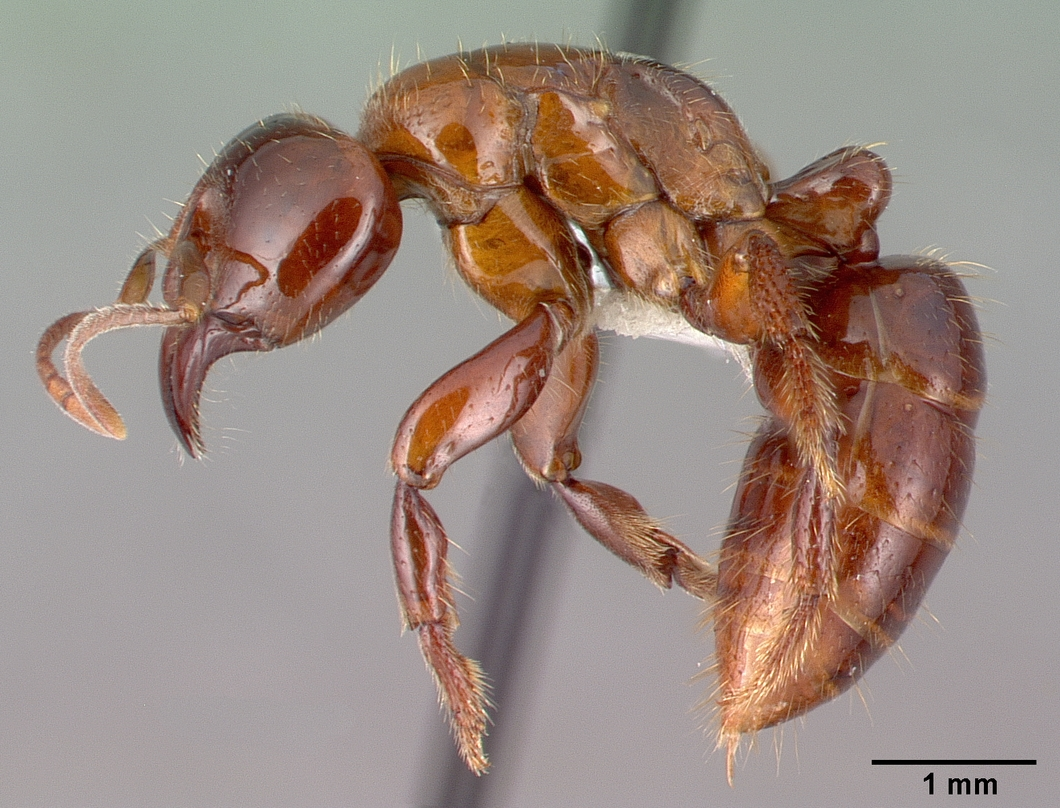
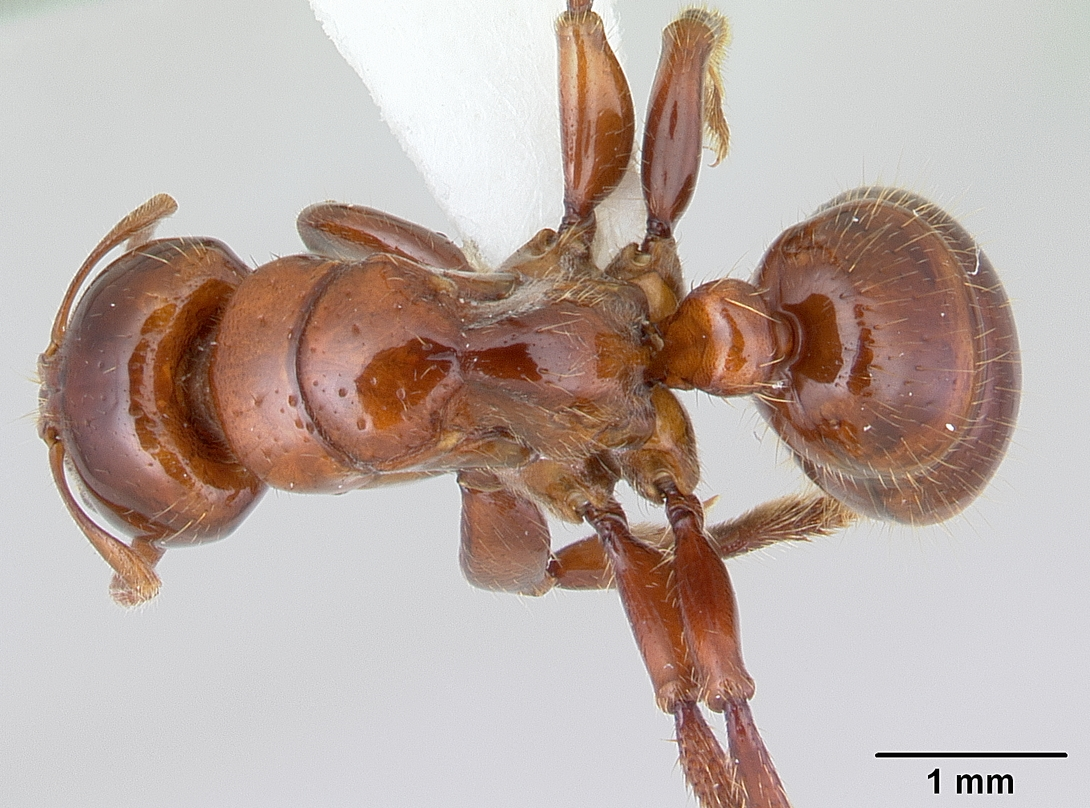
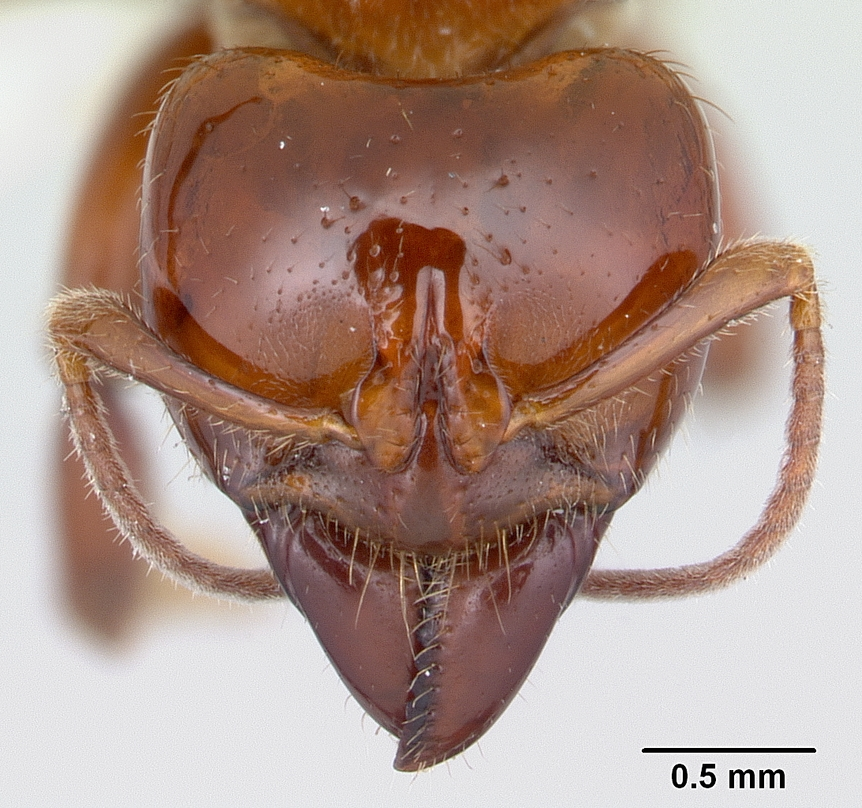